# お笑い4コマパーティー ロロロロ
『お笑い4コマパーティー ロロロロ』（おわらいよんコマパーティー ろろろろ）は、中京テレビの制作により2024年4月4日から同年9月26日まで水曜『プラチナイト』後半枠（0:29 - 0:54）に日本テレビ系列にて放送されたバラエティ番組である。

## 概要
- かつて、中京テレビ放送で放送されていた漫画を題材にした大喜利バラエティー「お笑いマンガ道場」のプロットを引き継ぎ、「4人で1つの笑いを作る」ことをコンセプトとした、4コマ漫画スタイルの大喜利を展開する。
- マユリカにとって全国ネットのレギュラー番組は初となる。
- 『こどもディレクター』の直後に始まることもあり、番組冒頭は毎回『こどもディレクター』風の演出で出演者の収録前の様子を映してから本編に入っている。
- 判定員ゲスト（ロロ友）はチームの答えに対し、ロ、ロロ、ロロロ、ロロロロの4段階で判定し、解答者4人は最高評価のロロロロを目指す。ただし、あまりにも白けた解答についてはボタンを1回も押さない「ロなし」の場合もある。
- 直近放送分は「TVer」「Locipo」で1週間見逃し配信するほか、過去回アーカイブは「Hulu」「Fanyチャンネル」「Amazonプライムビデオ」でも有料配信される。

## 出演者
回答者ゲストと、判定員ゲスト（ロロ友）には自分の名前を元にした4文字のあだ名が付けられ、番組内ではその名前で呼ばれる。天の声とロロ友は原則2週交代で出演。

### レギュラー回答者
- マユリカ（阪本・中谷）

### 天の声（オモロロ）
- はら（ゆにばーす）
- 稲田美紀（紅しょうが）

## 放送リスト

### パイロット版（中京ローカルで放送）
| 回 | 放送日        | 放送時間（JST）             | 回答者ゲスト                                           | 判定員ゲスト（ロロ友） | 備考 |
| -- | ------------- | --------------------------- | ------------------------------------------------------ | ---------------------- | ---- |
| 1  | 2024年3月14日 | 木曜（水曜深夜）0:54 - 1:24 | ナダル（コロコロチキチキペッパーズ） 大場花菜（=LOVE） | 松村沙友理             |      |
| 2  | 2024年3月23日 | 土曜23:30 - 23:55           | ナダル（コロコロチキチキペッパーズ） 大場花菜（=LOVE） | 松村沙友理             |      |

### レギュラー版
| 回 | 放送日        | 回答者ゲスト | 判定員ゲスト（ロロ友） | 備考 |
| -- | ------------- | --- | ---------------------- | --- |
| 1  | 2024年4月4日  | 呂布カルマ ヒコロヒー | 武元唯衣（櫻坂46）     | |
| 2  | 2024年4月11日 | 呂布カルマ ヒコロヒー | 武元唯衣（櫻坂46）     | |
| 3  | 2024年4月18日 | やす子 今井アンジェリカ | 谷まりあ               | |
| 4  | 2024年4月25日 | かっぴー ナダル（コロコロチキチキペッパーズ） | 谷まりあ               | |
| 5  | 2024年5月2日  | くっきー!（野性爆弾） 弓木奈於（乃木坂46） | ゆめぽて               | |
| 6  | 2024年5月9日  | 山添寛（相席スタート） 小森隼（GENERATIONS） | ゆめぽて               | |
| 7  | 2024年5月16日 | 熊元プロレス（紅しょうが） 正門良規（Aぇ!group） | 大友花恋               | |
| 8  | 2024年5月23日 | もう中学生 村重杏奈 | 大友花恋               | |
| 9  | 2024年5月30日 | 井口浩之（ウエストランド） 金城碧海（JO1） | 矢吹奈子               | |
| 10 | 2024年6月6日  | 真空ジェシカ（ガク・川北茂澄） | 矢吹奈子               | 0:34 - 0:59に放送。 |
| 11 | 2024年6月13日 | 柴田亜美（漫画家） みなみかわ | 松田里奈（櫻坂46）     | |
| 12 | 2024年6月20日 | 陣（THE RAMPAGE） イワクラ（蛙亭） | 松田里奈（櫻坂46）     | |
| 13 | 2024年6月27日 | 岡田結実 新山（さや香） | KEIKO（ME:I）          | |
| 14 | 2024年7月11日 | 稲田直樹（アインシュタイン） ウナギ・サヤカ（プロレスラー） | KEIKO（ME:I）          | |
| 15 | 2024年7月18日 | 見取り図（盛山晋太郎・リリー） | 渋谷凪咲               | |
| 16 | 2024年7月25日 | 見取り図（盛山晋太郎・リリー） | 渋谷凪咲               | 0:39 - 1:04に放送。 |
| 17 | 2024年8月8日  | チームナカタニ中野周平（蛙亭）、信子（ぱーてぃーちゃん）、瀬口黎弥（FANTASTICS） チームサカモトナダル（コロコロチキチキペッパーズ）、イワクラ（蛙亭）、村重杏奈 | なし                   | 第17回は0:39 - 1:04に放送。 チームナカタニとチームサカモトによる、4対4のチーム戦。 敗者チームの罰ゲームは第18回の放送内に収まり切らず、配信限定で公開された。 |
| 18 | 2024年8月15日 | チームナカタニ中野周平（蛙亭）、信子（ぱーてぃーちゃん）、瀬口黎弥（FANTASTICS） チームサカモトナダル（コロコロチキチキペッパーズ）、イワクラ（蛙亭）、村重杏奈 | なし                   | 第17回は0:39 - 1:04に放送。 チームナカタニとチームサカモトによる、4対4のチーム戦。 敗者チームの罰ゲームは第18回の放送内に収まり切らず、配信限定で公開された。 |
| 19 | 2024年8月22日 | 令和ロマン（髙比良くるま・松井ケムリ） | 小栗有以（AKB48）      | |
| 20 | 2024年8月29日 | 小島健（Aぇ! group）、吉原怜那（ダウ90000） | ハシヤスメ・アツコ     | |
| 21 | 2024年9月5日  | ロングコートダディ（堂前透・兎） | ハシヤスメ・アツコ     | |
| 22 | 2024年9月12日 | 牧野真莉愛（モーニング娘。'24）、リンダカラー∞（Den・たいこー・りなぴっぴ）                                                                                     | ゆうちゃみ             | |
| 23 | 2024年9月19日 | さらば青春の光（森田哲矢・東ブクロ） | ゆうちゃみ             | |
| 24 | 2024年9月26日 | なし | なし                   | マユリカの2人で、制限時間66分以内に「ロロロロバーガー」66連続成功を目指してのチャレンジ。                                                                     |

## 主なコーナー
OP4コマで番組を始めロ!!

ロロロロ ゲストが描いてきた1コマ

ロロロロ コール&レスポンス

ロロロロバーガー

10秒ロロロロ

みんなでつなげろ!!しりしりとりとり

オリジナル四字熟語で有名人をあてろ! なんかイイ漢字♪

手順を説明しロロロロ!!

スタンプで返信しロロロロ!!

答えをレベルアップさせロロロロ!!

4人の答えを合体しロロロロ!!

決めゼリフを成長させロロロロ!!

お悩みを解決しロロロロ!!

次回予告をつくロロロロ!!

ニュース速報でワクワクさせロロロロ!!

スキマストーリーを埋めロロロロ!!

顔ハメ4コマを演じロロロロ!!

もうひとつのエンディングを考えロ!!

価値観グラデーション レベル順に並べロロ!!

昭和にタイムスリップしロロロロ!!

ロロロロ 天下一武道会

ロロロロ 落書き4コマ

4コマ オノマトペ

メッセージにらめっこ

褒め褒めシャトルラン

検索減り減り

分けっこわけわけ

## ネット局
| 放送対象地域   | 放送局                    | 系列                                               | 放送日時                    | ネット状況 |
| -------------- | ------------------------- | -------------------------------------------------- | --------------------------- | ---------- |
| 中京広域圏     | 中京テレビ（CTV）         | 日本テレビ系列                                     | 木曜（水曜深夜）0:29 - 0:54 | 制作局     |
| 北海道         | 札幌テレビ（STV）         | 日本テレビ系列                                     | 木曜（水曜深夜）0:29 - 0:54 | 同時ネット |
| 青森県         | 青森放送（RAB）           | 日本テレビ系列                                     | 木曜（水曜深夜）0:29 - 0:54 | 同時ネット |
| 岩手県         | テレビ岩手（TVI）         | 日本テレビ系列                                     | 木曜（水曜深夜）0:29 - 0:54 | 同時ネット |
| 宮城県         | ミヤギテレビ（MMT）       | 日本テレビ系列                                     | 木曜（水曜深夜）0:29 - 0:54 | 同時ネット |
| 秋田県         | 秋田放送（ABS）           | 日本テレビ系列                                     | 木曜（水曜深夜）0:29 - 0:54 | 同時ネット |
| 山形県         | 山形放送（YBC）           | 日本テレビ系列                                     | 木曜（水曜深夜）0:29 - 0:54 | 同時ネット |
| 福島県         | 福島中央テレビ（FCT）     | 日本テレビ系列                                     | 木曜（水曜深夜）0:29 - 0:54 | 同時ネット |
| 関東広域圏     | 日本テレビ（NTV）         | 日本テレビ系列                                     | 木曜（水曜深夜）0:29 - 0:54 | 同時ネット |
| 山梨県         | 山梨放送（YBS）           | 日本テレビ系列                                     | 木曜（水曜深夜）0:29 - 0:54 | 同時ネット |
| 新潟県         | テレビ新潟（TeNY）        | 日本テレビ系列                                     | 木曜（水曜深夜）0:29 - 0:54 | 同時ネット |
| 長野県         | テレビ信州（TSB）         | 日本テレビ系列                                     | 木曜（水曜深夜）0:29 - 0:54 | 同時ネット |
| 静岡県         | 静岡第一テレビ（SDT）     | 日本テレビ系列                                     | 木曜（水曜深夜）0:29 - 0:54 | 同時ネット |
| 富山県         | 北日本放送（KNB）         | 日本テレビ系列                                     | 木曜（水曜深夜）0:29 - 0:54 | 同時ネット |
| 石川県         | テレビ金沢（KTK）         | 日本テレビ系列                                     | 木曜（水曜深夜）0:29 - 0:54 | 同時ネット |
| 福井県         | 福井放送（FBC）           | 日本テレビ系列                                     | 木曜（水曜深夜）0:29 - 0:54 | 同時ネット |
| 近畿広域圏     | 読売テレビ（ytv）         | 日本テレビ系列                                     | 木曜（水曜深夜）0:29 - 0:54 | 同時ネット |
| 鳥取県・島根県 | 日本海テレビ（NKT）       | 日本テレビ系列                                     | 木曜（水曜深夜）0:29 - 0:54 | 同時ネット |
| 広島県         | 広島テレビ（HTV）         | 日本テレビ系列                                     | 木曜（水曜深夜）0:29 - 0:54 | 同時ネット |
| 山口県         | 山口放送（KRY）           | 日本テレビ系列                                     | 木曜（水曜深夜）0:29 - 0:54 | 同時ネット |
| 徳島県         | 四国放送（JRT）           | 日本テレビ系列                                     | 木曜（水曜深夜）0:29 - 0:54 | 同時ネット |
| 香川県・岡山県 | 西日本放送（RNC）         | 日本テレビ系列                                     | 木曜（水曜深夜）0:29 - 0:54 | 同時ネット |
| 愛媛県         | 南海放送（RNB）           | 日本テレビ系列                                     | 木曜（水曜深夜）0:29 - 0:54 | 同時ネット |
| 高知県         | 高知放送（RKC）           | 日本テレビ系列                                     | 木曜（水曜深夜）0:29 - 0:54 | 同時ネット |
| 福岡県         | 福岡放送（FBS）           | 日本テレビ系列                                     | 木曜（水曜深夜）0:29 - 0:54 | 同時ネット |
| 長崎県         | 長崎国際テレビ（NIB）     | 日本テレビ系列                                     | 木曜（水曜深夜）0:29 - 0:54 | 同時ネット |
| 熊本県         | くまもと県民テレビ（KKT） | 日本テレビ系列                                     | 木曜（水曜深夜）0:29 - 0:54 | 同時ネット |
| 大分県         | テレビ大分（TOS）         | - 日本テレビ系列 - フジテレビ系列                  | 木曜（水曜深夜）0:29 - 0:54 | 同時ネット |
| 宮崎県         | テレビ宮崎（UMK）         | - フジテレビ系列 - 日本テレビ系列 - テレビ朝日系列 | 木曜（水曜深夜）0:29 - 0:54 | 同時ネット |
| 鹿児島県       | 鹿児島読売テレビ（KYT）   | 日本テレビ系列                                     | 木曜（水曜深夜）0:29 - 0:54 | 同時ネット |

## エンディングテーマ
| 2024年 | 2024年              | 2024年             |
| 月     | 曲名                | 歌手名・ユニット名 |
| ------ | ------------------- | ------------------ |
| 4月    | 爆誕祭              | 浜野はるき         |
| 5月    | 最上級にかわいいの! | 超ときめき♡宣伝部  |
| 6月    | HIGHER EX           | BALLISTIK BOYZ     |
| 7月    | Love Triangle       | WOLF HOWL HARMONY  |
| 8月    | スペアのない恋      | 僕が見たかった青空 |
| 9月    | Princess GaL        | 浜野はるき         |

## スタッフ
※=レギュラー版から加入
- ナレーション︰吉田萌果
- 構成︰伊藤正宏、谷口マサヒト、江藤美明、吉岡秀侑
- TP︰酒井博
- SW︰中澤宏
- VE︰武藤康広、横川友之、安井康喜（横川・安井→※）【週替り】
- カメラ︰稲本健汰
- 音声︰戸ノ崎沙綾、玉城善彦（戸ノ崎・玉城→※）、小澤真琴（パイロット版・※）【週替り】
- 照明︰野口翔矢
- 美術プロデューサー︰木村文洋
- 美術進行︰太田菜摘
- 大道具︰村上公志（※#1はアクリル装飾兼務）
- 電飾︰日下信二（※#1はオブジェ兼務）
- アクリル装飾︰伊藤幸枝（※#2-）
- オブジェ︰西村玲子（※#2-）
- 技術協力︰SWISH JAPAN、千代田ビデオ、BEE TECH、プログレッソ
- 美術協力︰フジアール、東宝舞台、テレフィット、テルミック、ナカムラ綜美、ヌーヌーヌー
- タイトルデザイン︰榛葉大介
- タイトルCG︰天野靖子
- 音楽︰まつきあゆむ
- 音効︰大久保吉久、鏑木太郎（鏑木→※）【週替り】
- EED︰新井山実香、峯村憲輝、小笠原一登（共に※）【週替り】
- MA︰三井慎介、指田高史、柳智隆（指田・柳→※）【週替り】
- TK︰梅澤和世
- 編成︰山﨑友大（中京テレビ、2024年7月10日-）
- 宣伝︰ホードル麻里奈（中京テレビ、2024年7月10日-、6月26日まではSNS）
- デスク︰松丸智美（中京テレビ）、田久保里奈
- AD︰尾中亮太、花田明未香、河原芳樹、澁谷琴音、戸笈大智、三井悠輔（河原・澁谷・三井→※）
- AP︰宇佐美昭、西琴美
- 監修︰藪木健太郎
- ディレクター︰小柴早紀、佐藤加奈、濱名祐太（濱名→※）
- チーフディレクター︰吉田悠太
- 演出︰鳥居大雅（中京テレビ）、佐藤孝則
- プロデューサー︰芦田雄祐（中京テレビ）、中村肇
- 制作協力︰BEE BRAIN
- 制作著作：中京テレビ

### 過去のスタッフ
- EED︰山下真矢（パイロット版）
- 編成︰川畑宏海（中京テレビ、2024年6月26日まで）
- 宣伝︰小田梨紗子（中京テレビ、2024年6月26日まで）
- AD︰中山聖菜（パイロット版）
- チーフプロデューサー︰浅田大道（中京テレビ、2024年6月26日まで）

## 関連番組
- お笑いマンガ道場 - 中京テレビ制作で、1976年4月4日から1994年3月27日まで放送されたバラエティ番組。本番組のオープニング映像で、『お笑いマンガ道場』のマスコットキャラクター「マガドン」と「りゅうのすけ」、レギュラーメンバーの車だん吉、2代目司会を務めた柏村武昭が登場している[2]。